# Conte di Cavour (couraçado)
O Conte di Cavour foi um couraçado operado pela Marinha Real Italiana e a primeira embarcação da Classe Conte di Cavour, seguido pelo Giulio Cesare e Leonardo da Vinci. Sua construção começou em agosto de 1910 nos estaleiros do Arsenal de La Spezia e foi lançado ao mar exatamente um ano depois em agosto de 1911, sendo comissionado na frota italiana no início de abril de 1915. A embarcação entrou em serviço pouco antes da Itália se envolver na Primeira Guerra Mundial em maio de 1915, porém ele e seus irmãos nunca foram utilizados em operações ofensivas.
O navio, após o conflito, fez visitas a portos na América do Norte e deu suporte para ações durante o Incidente de Corfu em 1923, porém passou o restante da década na reserva naval. O Conte di Cavour em seguida passou por um enorme processo de modernização e reconstrução no Cantieri Riuniti dell'Adriatico que durou quatro anos, entre 1933 e 1937. Dentre as diversas modificações realizadas, uma de suas torres de artilharia foi removida, seus canhões principais foram alargados de 305 para 320 milímetros, seu maquinário interno foi substituído e sua superestrutura reconstruída.
O Conte di Cavour tomou parte em julho de 1940 da Batalha da Calábria na Segunda Guerra Mundial, escapando com danos mínimos. Entretanto, foi seriamente danificado por um ataque aéreo britânico em novembro enquanto estava atracado em Tarento. Ele foi deliberadamente encalhado e seu casco ficou quase totalmente submerso, porém seus reparos não foram finalizados antes da rendição italiana em setembro de 1943. Ele foi capturado pelos alemães e emborcou em fevereiro de 1945 depois de um ataque aéreo, sendo desmontado após o fim da guerra.

## Características

### Originais

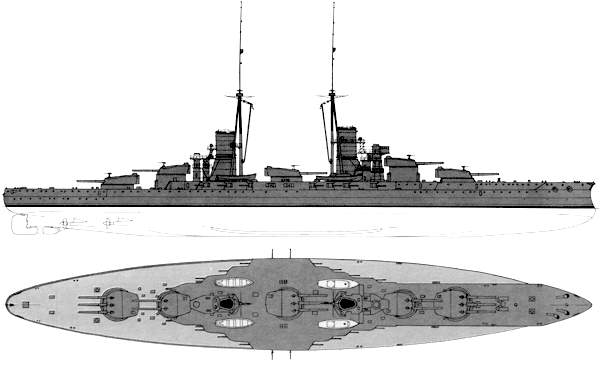
Desenho da Classe Conte di Cavour

O Conte di Cavour tinha 168,9 metros de comprimento da linha de flutuação, 176 metros de comprimento de fora a fora, boca de 28 metros e calado de 9,3 metros. Possuía um deslocamento normal de 23 458 toneladas, porém podia chegar a 25 489 toneladas quando totalmente carregado. Seu sistema de propulsão era composto por vinte caldeiras Babcock & Wilcox, oito das quais queimavam óleo combustível e as restantes uma mistura de óleo e carvão, que impulsionavam três conjuntos de turbinas a vapor Parsons, que por sua vez giravam quatro hélices; duas turbinas giravam as hélices externas e uma girava as duas hélices internas. Esse sistema tinha uma potência indicada de 31,2 mil cavalos-vapor (23 mil quilowatts) para uma velocidade máxima de 22,5 nós (41,7 quilômetros por hora), porém a embarcação só conseguiu chegar a uma velocidade de 21,5 nós (39,9 quilômetros por hora) a partir de 30,7 mil cavalos-vapor (22,6 mil quilowatts). Sua autonomia era de 4,8 mil milhas náuticas (8,9 mil quilômetros) a dez nós (dezenove quilômetros por hora). A tripulação era composta por 31 oficiais e 969 marinheiros.
A bateria principal consistia em treze canhões Modelo 1909 de 305 milímetros montados em cinco torres de artilharia: uma dupla sobreposta a uma tripla na proa, a mesma configuração na popa e uma tripla à meia-nau. Seus armamentos secundários tinham dezoito canhões de 120 milímetros montados em casamatas nas laterais do casco e catorze de 76 milímetros para defesa contra barcos torpedeiros; treze destas podiam ser posicionadas em trinta locais diferentes da embarcação, incluindo no alto das torres de artilharia, no castelo da proa e conveses superiores. Também havia três tubos de torpedo submersos de 450 milímetros, um na popa e os outros dois em cada lateral. O cinturão de blindagem tinha 250 milímetros de espessura à meia-nau, reduzindo-se para 130 milímetros em direção da popa e oitenta milímetros na proa. Havia dois conveses blindados: o principal tinha 24 milímetros de espessura que aumentava para quarenta milímetros na junção com o cinturão principal, enquanto o segundo tinha trinta milímetros. As torres de artilharia eram protegidas por frentes de 280 milímetros e laterais de 240 milímetros, já as barbetas tinham entre 130 e 230 milímetros. Por fim, as paredes da torre de comando eram protegidas por blindagem de 280 milímetros de espessura.

### Modificações
Um dos canhões de 76 milímetros foi removido depois do fim da Primeira Guerra Mundial, deixando treze no total, com os restantes ficando instalados no topo das torres de artilharia principais, enquanto seis novos canhões antiaéreos de 76 milímetros foram adicionados nas laterais da segunda chaminé. Dois canhões antiaéreos licenciados de 40 milímetros também foram instalados no castelo de proa. O mastro de vante foi substituído em 1925–1926 por um mastro tetrápode, que foi movido para vante da primeira chaminé. Além disso, os telêmetros foram aprimorados e o couraçado equipado para operar um hidroavião modelo Macchi M.18 montado em cima da torre de artilharia de meia-nau. O Conte di Cavour foi equipado por volta da mesma época com uma catapulta de aeronaves à bombordo do castelo de proa.

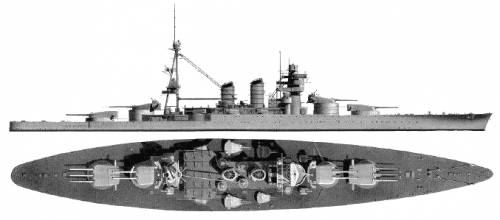
Desenho da Classe Conte di Cavour pós-reconstruções da década de 1930

O Conte di Cavour passou por uma enorme reconstrução entre outubro de 1933 e junho de 1937 no Cantieri Riuniti dell'Adriatico em Trieste. Uma nova seção da proa foi construída sobre a original, o que aumentou seu comprimento para 186,4 metros, enquanto sua boca aumentou ligeiramente para 28,6 metros. O calado em deslocamento carregado também aumentou para 10,42 metros. Todas as alterações aumentaram o deslocamento padrão para 26 560 toneladas e o deslocamento carregado para 29,6 mil toneladas. A tripulação cresceu para 1 260 oficiais e marinheiros. Duas hélices foram removidas assim como todas as turbinas, com estas sendo substituídas por duas turbinas Belluzzo com uma potência indicada de 76,1 mil cavalos-vapor (56 mil quilowatts). As caldeiras originais também foram removidas e substituídas por oito caldeiras Yarrow. Em serviço sua velocidade máxima era de por volta de 27 nós (cinquenta quilômetros por hora) e tinha uma autonomia de 6,4 milhas náuticas (11,9 mil quilômetros) a treze nós (24 quilômetros por hora).
Os canhões principais foram alargados e tornaram-se armas Modelo 1934 de 320 milímetros, com a torre de artilharia de meia-nau sendo removida. Todo o armamento secundário, antiaéreo e tubos de torpedo foram removidos e substituídos por doze canhões de 120 milímetros em seis torres de artilharia duplas e oito canhões antiaéreos OTO Modelo 1928 de 100 milímetros em quatro montagens duplas. Além disso, o navio recebeu doze canhões antiaéreos Breda de 37 milímetros em seis montagens duplas e doze metralhadoras Breda Modelo 1931 de 13,2 milímetros, também em seis montagens duplas. As metralhadoras foram removidas em 1940 e substituídas por doze canhões antiaéreos Breda Modelo 1935 de 20 milímetros em montagens duplas. O mastro tetrápode foi removido e substituído por uma nova superestrutura com uma torre de comando protegida por laterais de 260 milímetros de espessura. Em cima ficava o diretório de controle de disparo equipado com dois telêmetros estereoscópicos de 7,2 metros.
A blindagem do convés foi aumentada para uma espessura total de 135 milímetros sobre as salas de máquinas e caldeiras e para 166 milímetros sobre os depósitos de munição, porém isto distribuído por três conveses diferentes, significando que a proteção era consideravelmente menos eficaz que uma única placa com exatamente a mesma espessura. A blindagem protegendo as barbetas da bateria principal foi fortalecida com placas de cinquenta milímetros. Toda a blindagem nova pesava 3 279 toneladas. O sistema de proteção subaquático original foi substituído pelo Sistema Pugliese, consistindo em um cilindro grande preenchido por óleo combustível ou água que tinha a intenção de absorver a explosão da ogiva de um torpedo. Entretanto, ele não tinha profundidade suficiente para ser totalmente eficaz contra torpedos contemporâneos. Um grande problema da reconstrução foi que o aumento do calado deixou o cinturão de blindagem quase inteiramente submerso sob qualquer deslocamento significativo.

## História

### Início de carreira

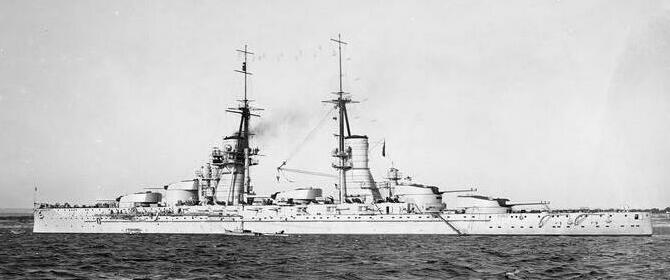
O Conte di Cavour em 1915

O batimento de quilha do Conte di Cavour ocorreu em 10 de agosto de 1910 no Arsenal de La Spezia e foi lançado ao mar em 10 de agosto de 1911. Foi finalizado em 1º de abril de 1915, servindo de capitânia no Mar Adriático durante a Primeira Guerra Mundial. Foi nomeado em homenagem ao estadista Camillo Benso, Conde de Cavour. O navio nunca participou de operações ofensivas e passou a maior parte do conflito atracado no porto. O almirante Paolo Thaon di Revel, o Chefe do Estado-Maior Naval, acreditava que submarinos e lança-minas da Marinha Austro-Húngara conseguiam operar eficientemente no estreito Adriático, com ele considerando essas ameaças algo muito sério para arriscar utilizar sua frota principal. Em vez disso, Revel preferiu usar sua força de batalha para implementar um bloqueio na extremidade sul do Adriático, local considerado mais seguro, colocando embarcações menores em ataques rápidos contra navios e instalações inimigas. Os couraçados assim foram preservados para confrontar a frota austro-húngara caso esta procurasse uma batalha decisiva.
O couraçado visitou portos nos Estados Unidos e Canadá em 1919. Passou a maior parte de 1921 inativo por escassez de tripulações, passando por uma reforma em La Spezia entre novembro de 1921 e março de 1922. O Conte di Cavour e seu irmão Giulio Cesare deram apoio para operações em Corfu em 1923, pouco depois de um general italiano e sua equipe terem sido assassinados na fronteira greco-albanesa, evento que levou ao Incidente de Corfu. O ditador Benito Mussolini, que há muito estava procurando por um pretexto para tomar Corfu, ordenou que tropas italianas ocupassem a ilha. O Conte de Cavour bombardeou a cidade de Corfu com seus canhões de 76 milímetros, matando vinte civis e ferindo 32. Ele escoltou o rei Vítor Emanuel III e a rainha Helena a bordo do couraçado Dante Alighieri para uma viagem à Espanha em 1924, sendo colocado na reserva ao retornar. Transportou Mussolini para a Líbia em abril de 1926. Ficou na reserva novamentre entre 1927 e 1933 enquanto passava por sua reconstrução.

### Segunda Guerra

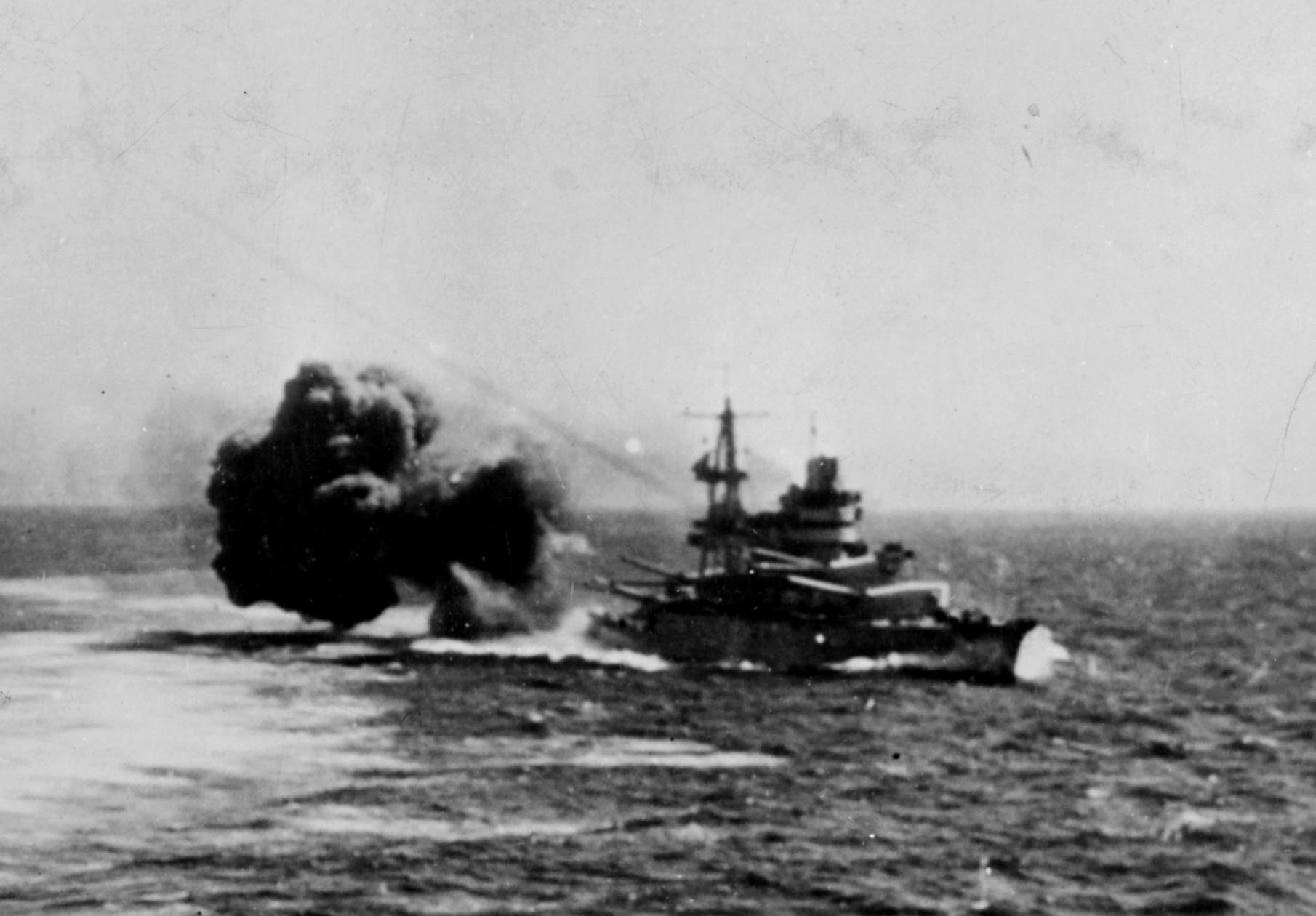
O Conte di Cavour disparando seus canhões na Batalha da Calábria

A Itália entrou na Segunda Guerra Mundial no início de junho de 1940 e o Conte di Cavour participou em 9 de julho da Batalha da Calábria junto com o Giulio Cesare. Eles fizeram parte da 1ª Esquadra de Batalha, comandada pelo almirante de esquadra Inigo Campioni, enfrentando elementos da Frota do Mediterrâneo britânica. Esta estava escoltando um comboio de Malta para Alexandria, no Egito, enquanto os italianos tinham acabado de escoltar um de Nápoles para Bengasi, na Líbia. O vice-almirante Andrew Cunningham, comandante da Frota do Mediterrâneo, tentou se colocar no caminho dos italianos e sua base em Tarento. Os dois lados se avistaram no meio da tarde e os couraçados italianos abriram fogo às 15h53min a uma distância de 27 quilômetros. Os couraçados britânicos na vanguarda, HMS Warspite e HMS Malaya, abriram fogo um minuto depois. Projéteis do Giulio Cesare começaram a cair próximos do Waspite depois de quatro minutos, com este fazendo uma pequena virada e aumentado sua velocidade, atrapalhando a mira dos italianos. Por volta do mesmo momento um projétil do Warspite acertou a chaminé do Giulio Cesare a uma distância de 24 quilômetros. Campioni, sem saber a severidade dos danos, ordenou que seus couraçados recuassem diante do poderio de fogo superior britânico. O Conte di Cavour e o Giulio Cesare tentaram interceptar outros comboios britânicos para Malta entre agosto e setembro.
O Conte di Cavour estava atracado em Tarento na noite de 11 de novembro quando o porto foi atacado por 21 torpedeiros Fairey Swordfish do porta-aviões britânico HMS Illustrious. Os artilheiros antiaéreos conseguiram abater uma aeronave, mas esta já tinha lançado seu torpedo, que explodiu às 23h15min embaixo da segunda torre de artilharia, incapacitando a principal bomba d'água da proa. Seu oficial comandante pediu às 23h27min que rebocadores ajudassem a encalhar o navio em um baco de areia próximo a doze metros de profundidade, porém o almirante de divisão Bruno Brivonesi, comandante da 5ª Divisão de Couraçados, vetou o pedido até que fosse muito tarde, assim o Conte di Cavour precisou usar um banco de areia de dezessete metros às 4h45min já do dia 12. Inicialmente encalhou nivelado, mas ficou temporariamente com um adernamento de cinquenta graus antes de se assentar às 8h00min com um adernamento de 11,5 graus. Apenas sua superestrutura e torres de artilharia ficaram foram d'água.
Dos três couraçados fundados no ataque, o Conte di Cavour recebeu a menor prioridade e assim pouquíssimos trabalhos foram realizados por vários meses. Primeiro o buraco no casco foi tapado, em seguida seus canhões e partes de sua superestrutura foram removidos para diminuir o peso. Amuradas falsas foram soldadas nas laterais superiores do casco com o objetivo de impedir que água entrasse de volta no navio, com o bombeamento da água para fora começando em maio de 1941. Aproximadamente quinze mil toneladas de água foram bombeadas antes que o Conte di Cavour fosse reflutuado em 9 de junho, sendo levado três dias depois para a antiga doca flutuante austro-húngara GO-12. Os danos eram muito maiores do que originalmente imaginado e reparos temporários foram realizados para que pudesse seguir para Trieste, onde chegou em 22 de dezembro.
Seus canhões estavam operacionais novamente em setembro de 1942, mas substituir todo o sistema elétrico demorou mais, assim a Marinha Real aproveitou a oportunidade para incorporar algumas modificações aprendidas com o ataque a fim de reduzir a probabilidade de inundações. Algumas mudanças planejadas eram a substituição da bateria secundária e armas antiaéreas por doze canhões de duplo propósito de 135 milímetros em seis montagens duplas, doze canhões de 65 milímetros e 23 canhões antiaéreos de 20 milímetros. Os trabalhos de reparo foram suspensos em junho de 1943, quando estimava-se que ainda faltavam seis meses para finalizá-los, com o objetivo de acelerar as construções de navios menores considerados mais necessários. O Conte di Cavour foi capturado pelos alemães em 8 de setembro quando a Itália se rendeu para os Aliados. Foi danificado por um ataque aéreo em 17 de fevereiro de 1945, emborcando seis dias depois. Foi reflutuado pouco depois do fim da guerra e desmontado em 1946.